# جف فاولر
جف فاولر (به زبان انگلیسی: Jeff Fowler) زاده ۲۷ ژوئیه ۱۹۷۳ یک فیلمساز و هنرمند جلوه‌های بصری آمریکایی می‌باشد. او برای جایزه اسکار بهترین فیلم انیمیشن کوتاه به عنوان نویسنده و کارگردان فیلم کوتاه Gopher Broke ۲۰۰۴) ۴) نامزد دریافت جایزه شد. از کارگردانی او می‌توان به سینمایی سونیک خارپشت وسونیک خارپشت ٢ اشاره کرد.

## فعالیت
| سال  | عنوان                      | کارگردان | نویسنده | تولیدکننده | انیمیتور | یادداشت‌ها                                                         |
| ---- | -------------------------- | -------- | ------- | ---------- | -------- | ----------------------------------------------------------------- |
| ۲۰۰۲ | دختران گیلمور              | نه       | نه      | نه         | نه       | ۸صبح در اوسیس"                                                    |
| ۲۰۰۳ | راک فیش                    | نه       | نه      | نه         | آری      | Short film                                                        |
| ۲۰۰۴ | Gopher Broke               | آری      | آری     | نه         | نه       | Short film Nominated – Academy Award for Best Animated Short Film |
| ۲۰۰۶ | دوئل آقایان                | نه       | آری     | نه         | آری      | Short film                                                        |
| ۲۰۰۹ | جایی که موجودات وحشی هستند | نه       | نه      | نه         | آری      | Animation research and development                                |
| ۲۰۱۹ | سونیک خارپشت               | آری      | نه      | Executive  | نه       | Directorial Debut                                                 |
| ۲۰٢٢ | سونیک خارپشت ٢             | آری      | نه      | Executive  | نه       | Directorial Debut                                                 |